# Broletto

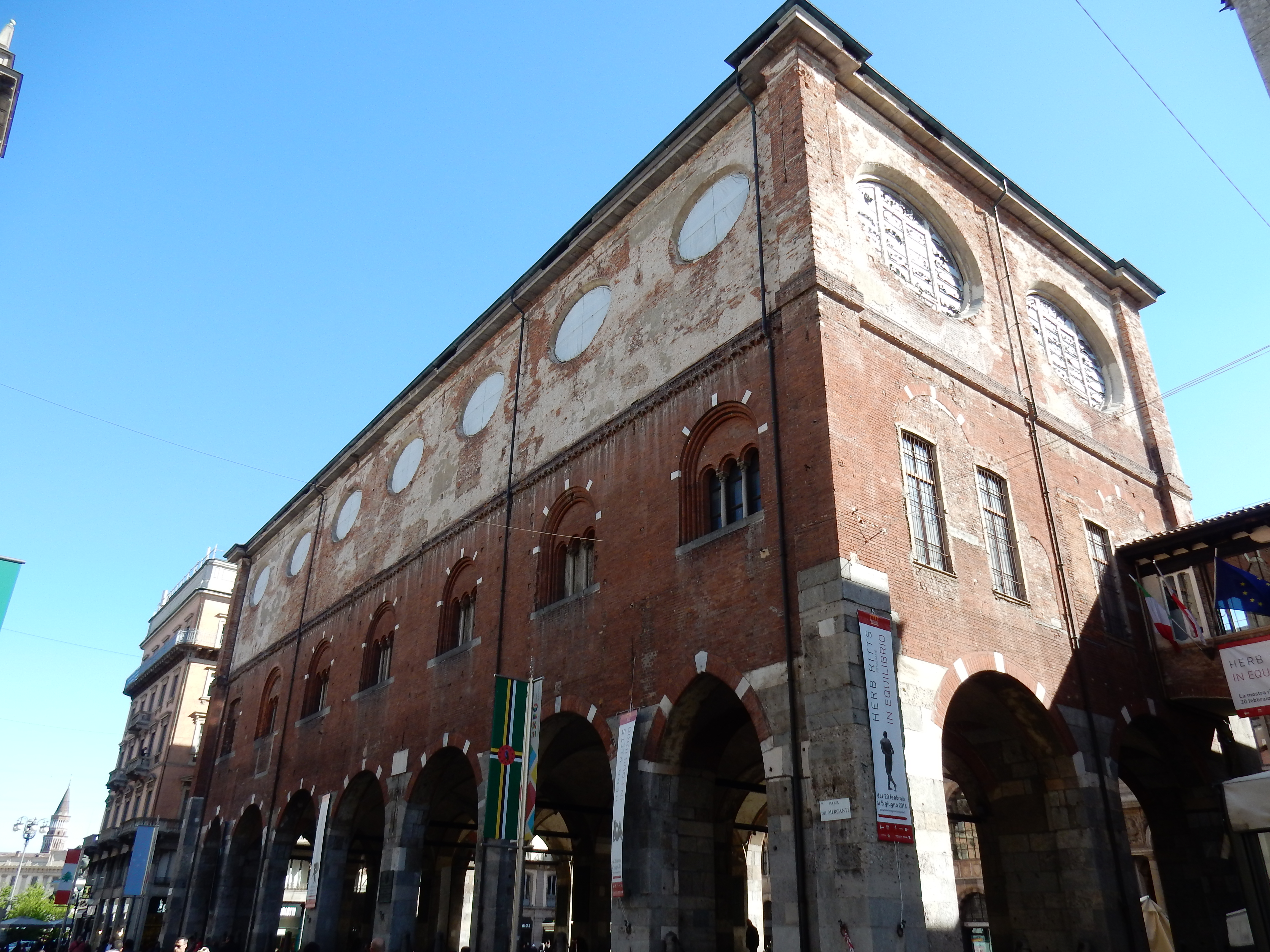
Il Broletto Nuovo di piazza Mercanti, oggi noto come Palazzo della Ragione, che fu sede del municipio di Milano dal 1251 al 1786

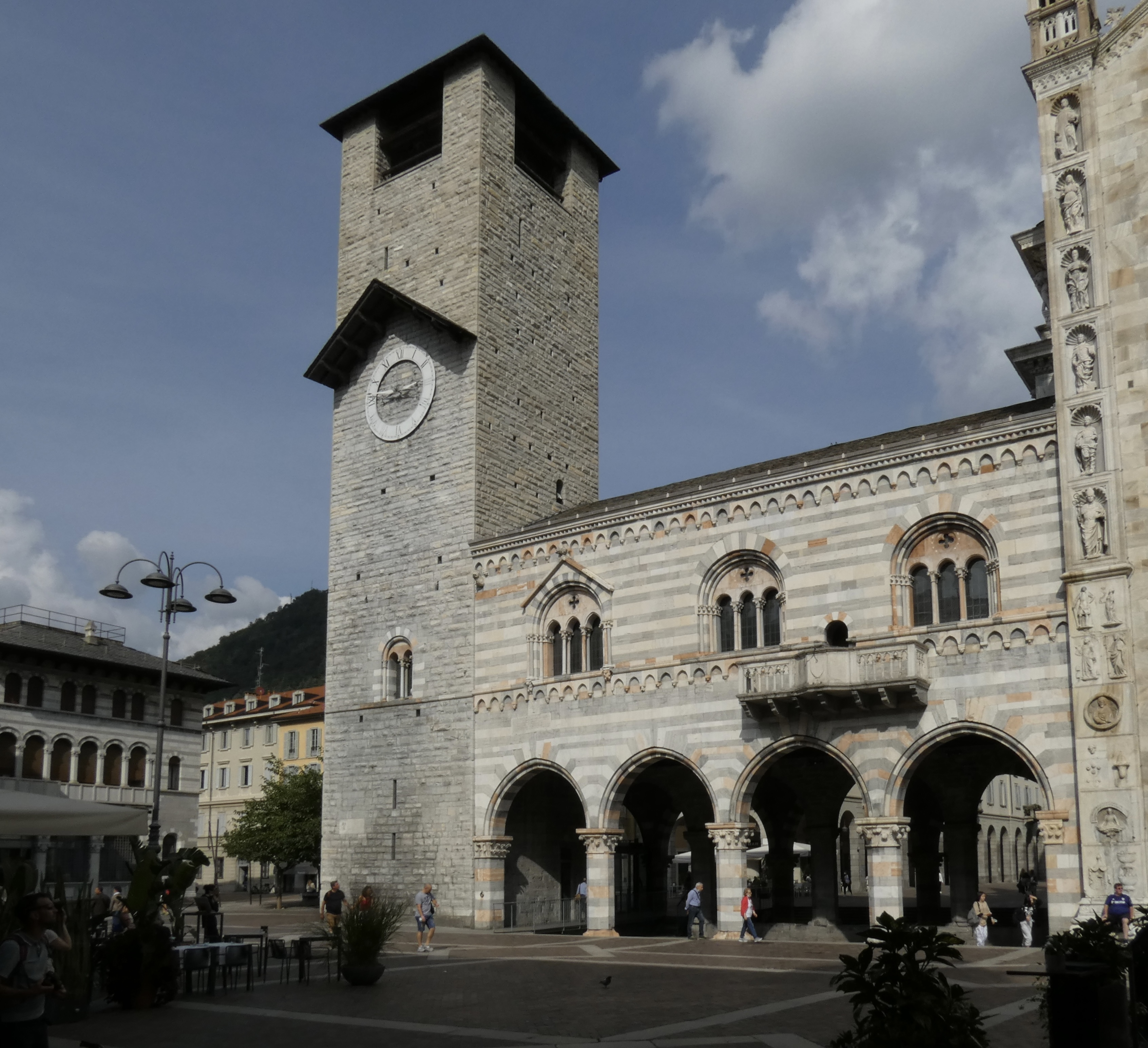
Il Broletto di Como.

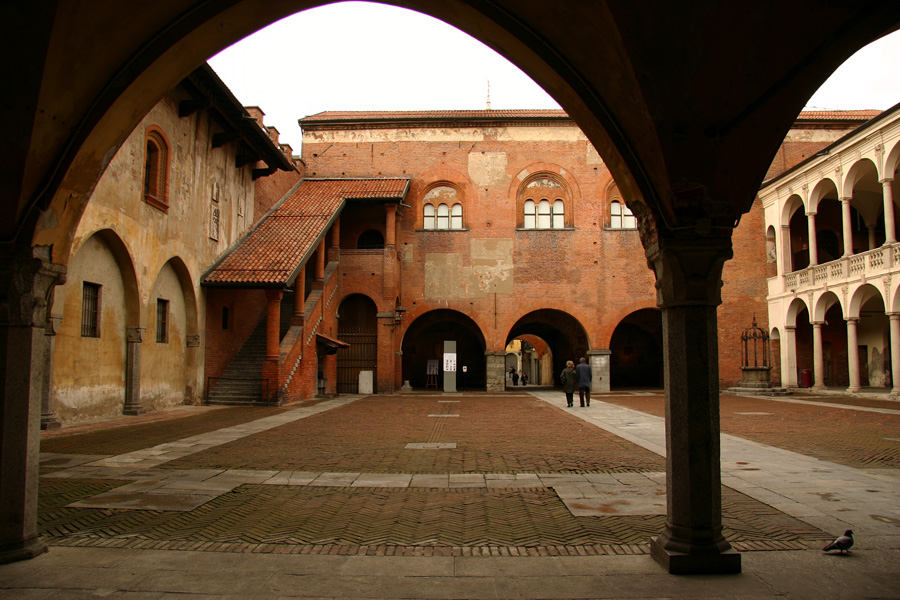
Il Broletto di Novara.

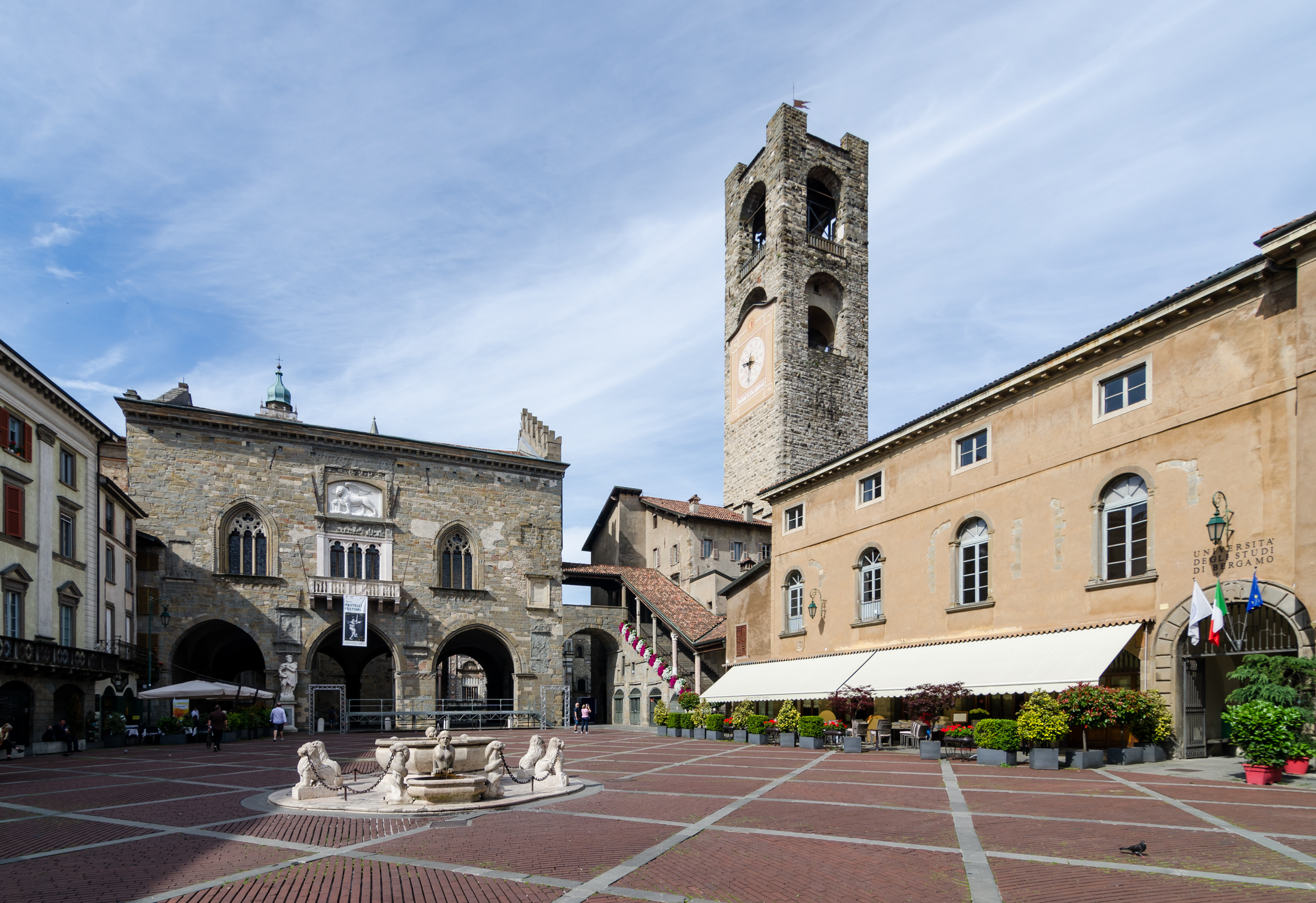
Il Palazzo della Ragione di Bergamo.

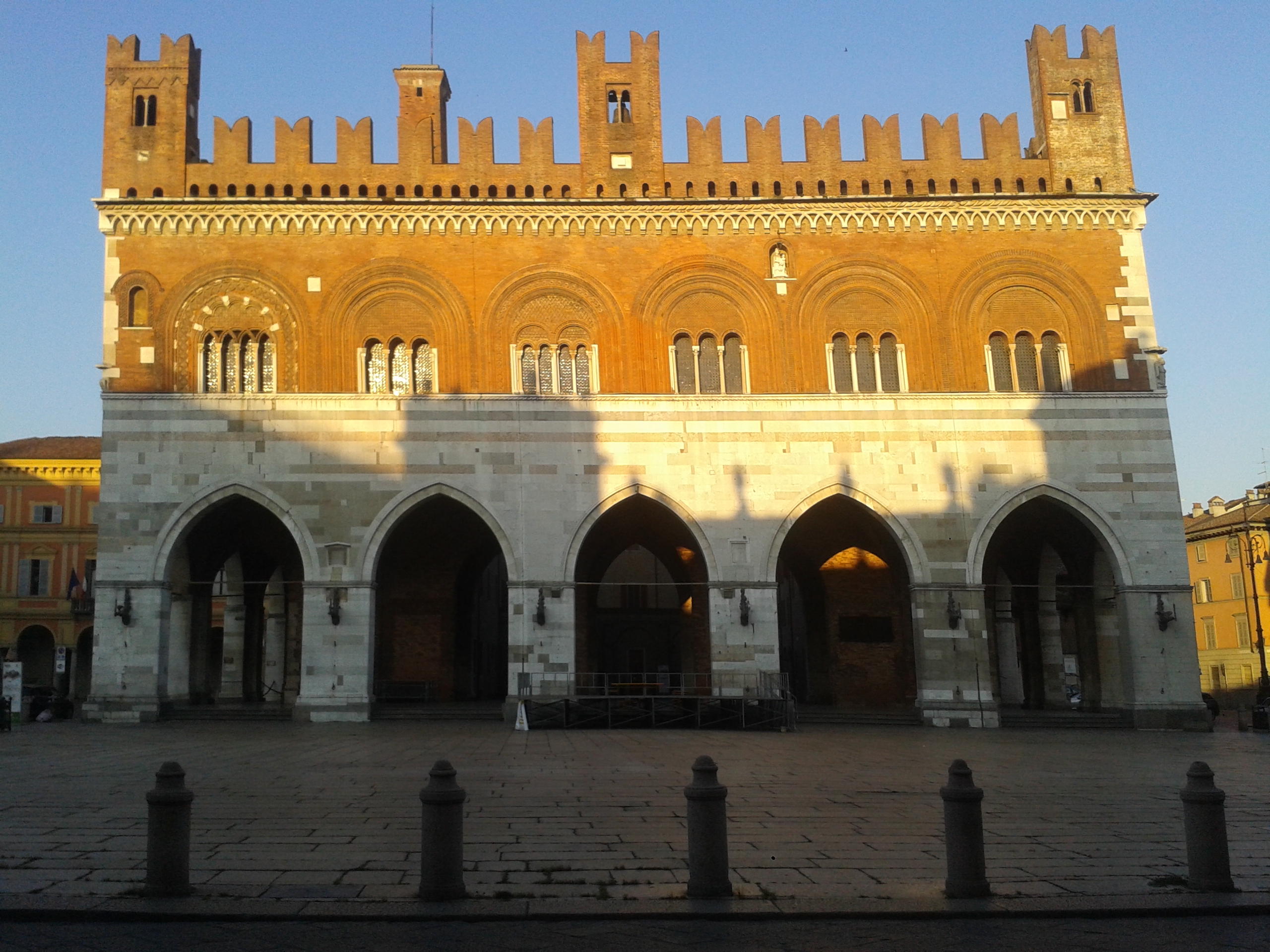
Il Palazzo Comunale, detto "il Gotico" di Piacenza.

Il broletto (dal latino medievale brogilus, cortile o campo recintato, ampliamento del gallico broga, "campo") o arengario, a partire dall'XI secolo, identifica nelle città lombarde l'area recintata dove si volevano svolgere le assemblee cittadine e l'amministrazione della giustizia. In seguito il termine venne usato per indicare il palazzo dei consoli, del podestà e genericamente il palazzo municipale.

## Descrizione
Il broletto era costruito con il piano terra aperto a portico per consentire la presenza dei cittadini e per amministrare la giustizia davanti a numerose persone, mentre al piano superiore si trovava una grande sala per le riunioni del Consiglio Generale. 
Di solito parliamo di una struttura trecentesca, con archi a tutto sesto o a sesto acuto (dipende dal periodo), costruita in pietra o mattone a seconda della regione. È costituito da due piani: quello inferiore che spesso è un porticato aperto, dove si tenevano assemblee del popolo o il mercato, e uno superiore dove ci sono estese stanze, dove si svolgevano riunioni delle giunte o dove facevano udienze i giudici, con aperture (le finestre) abbastanza grandi. Spesso queste strutture si trovano vicino alle chiese principali della città, per la stretta relazione che si crea fra il mondo laico ed ecclesiastico in questo periodo.

## Esempi
Si trovano degli esempi pregevoli di broletto nelle seguenti città:
- Alessandria: Palatium Vetus
- Arona: Broletto
- Bergamo: Palazzo della Ragione
- Brescia: Broletto
- Como: Broletto di Como
- Cremona:
  - Palazzo Cittanova, guelfo;
  - Palazzo del Comune, ghibellino
- Ferrara: Piazza del Municipio
- Fidenza: Palazzo Comunale
- Lodi: Broletto
- Mantova: Palazzo del Podestà, in Piazza Broletto
- Melegnano: Broletto
- Milano:
  - il Broletto Vecchio, sede municipale fino al 1251, poi ristrutturato e trasformato in Palazzo Reale[1].
  - Palazzo della Ragione (detto Broletto Nuovo) in Piazza Mercanti, sede municipale dal 1251 al 1786[2].
  - Palazzo Carmagnola (già Broletto Nuovissimo) in via Broletto, sede municipale dal 1786 e fino al 1861[3], quando gli uffici comunali vennero trasferiti presso Palazzo Marino, dove si trovano tuttora.
- Monza: Arengario di Monza
- Novara: Broletto
- Orta San Giulio: Broletto
- Pavia: Broletto
- Piacenza: Palazzo Comunale, detto "il Gotico"
- Reggio Emilia: Broletto
- Rimini: Palazzo dell'Arengo
- Varese: 
  - Palazzo Biumi
  - Palazzo Pretorio
- Perugia: Palazzo del Broletto, piazza del bacio.